# 平山犬
平山 犬（ひらやま いぬ、1994年3月3日 - ）は、日本の劇作家、コント作家、舞台俳優、YouTuber。東京都大田区出身。血液型はB型。演劇コントユニット『転転飯店』の主宰。

## 人物
東京都大田区出身。多摩美術大学映像演劇学科出身。劇作家、コント作家のほか、舞台俳優としても活動している。
平山犬と言う芸名は2014年6月18日から使用している。
好きな食べ物はアメリカンドッグとベーコンエピとお蕎麦。好きなアーティストはサザンオールスターズ、YUKI、ポップしなないで、aiko、ずっと真夜中でいいのに、など。趣味は散歩、ラジオを聴くこと。大のラジオ好きで少年期よりハガキ職人をしていた。特技は息を3分間止めること。
中学時代は硬式テニス部に所属していた。
現在は演劇コントユニット『転転飯店』に所属、YouTubeにてショート動画を毎日更新中。毎週金曜日には『まかないラジオ』という動画も更新している。

## エピソード
中学時代の硬式テニス部最後の夏の大会で、小学5年生からの初恋の人が見ている中で団体戦に臨み、フルセットまで持ち込まれる接戦を披露。迎える最終ゲームで平山のサーブ権からダブルフォルトで敗退した。ちなみに２本目のサーブは「絶対にサーブミスは許されない」という焦りから、普段練習していないアンダーサーブを打ったフォルトである。

## 出演

### テレビ
2018年
- NHKEテレ『シャキーン！』 - 「かぶせてきましたね」 ( 2018年9月3日 )

2019年
- NHKEテレ『シャキーン！』 - 「カウントダウン劇場」 ( 2019年5月23日 )

## 

### 舞台
2018年
-  妖精大図鑑『Ëncöünt!』 - ( 2018年7月26日 - 7月31日 )

2019年
-  妖精大図鑑『MONOLITH』 -  ( 2019年2月2日、3日 )
-  コンドルズ×あうるすぽっと 妖精大図鑑『そしてだるまいなくなった』 - ( 2019年3月3日 )

2021年
-  妖精大図鑑『ダンスリライトのための超市場的幻想曲』 - ( 2021年3月20日、21日 )
-  妖精大図鑑『YOKOHAMA Ammonite Night』 - ( 2021年10月15日 - 10月17日 )

2022年
-  別冊 妖精大図鑑『会議は踊る』 - ( 2022年7月29日 - 7月31日 )
-  妖精大図鑑『ASAKUSA THUNDER GATE』 - ( 2022年11月25日 - 11月27日 )

2023年
-  妖精大図鑑『無関係のジョバンニ』  （ 2023年10月13日 - 10月15日 ）
- 転転飯店第1回コント公演『デラックス桃源郷DX』 （ 2023年5月20日・21日 ）
- 転転飯店第2回コント公演『リンリンシャンシャンカイホウ』 （ 2023年12月2日・3日 ）

2024年
- 転転飯店第3回コント公演『カルク・フィクション』 ( 2024年7月13日・14日 )
-  妖精大図鑑『魔女の一撃』 （ 2024年9月22日・9月23日 ）

2025年
- 転転飯店第4回コント公演『スケスケ・ア・ゴーゴー』  ( 2025年2月13日 - 2月16日 )
-  妖精大図鑑『かいだん』 （ 2025年8月1日 - 8月3日 ）

### イベント
2024年
- 第1回まかないラジオイベント 老舗になりたい！転転飯店！ 〜井関さん、あなたのいない空洞は、いつもよりなんだか広く感じます〜 （ 2024年11月2日 ）

2025年
- 第2回まかないラジオイベント 老舗になりたい！転転飯店！ 〜夏休みだよ井関さん！めっちゃ草月ホールじゃん！やぶれかぶれであなたとわたし、せーので責任ポン！〜 （ 2025年7月19日、20日 ）

### 動画
1. ↑  老人ホームで叫ぶ男達【アングラ演劇】.